# 2014년 6월 북부 이라크 공세
2014년 북부 이라크 공세는 2014년 6월 5일부터 시리아 내전 과정에서 성장한 수니파 군사집단이자 사실상 미승인 국가인 이슬람 국가군이 북부 이라크로 진격하여 벌어진 전쟁이다. 이들은 이라크군으로부터 모술과 사담 후세인의 고향인 티크리트 등을 빼앗고 바그다드 인근까지 위협하고 있다. 쿠르드 자치구의 자치정부인 쿠르드 지역 정부는 쿠르드인을 보호하고 만약의 경우를 대비하기 위해 이라크 정부군이 철수한 키르쿠크를 점령하여 이슬람 국가군으로부터 쿠르드인을 보호하고 있다. 현재 이라크 지역을 둘러싼 이해관계로 이란, 러시아, 시리아, 중국 등이 미국, 쿠르드 자치구, 이라크 정부와 연합해 IS군을 몰아내기 위해 노력 중이다.

## 같이 보기
- 시리아 내전의 주변국 확산